# Ханадзукі
Ханадзукі (Hanazuki, яп. 花月) — ескадрений міноносець типу «Акідзукі» Імперського флоту Японії, який брав участь у Другій світовій війні.

## Історія створення
Корабель (єдиний завершений представник підтипу «Мітіцукі»), був закладений 10 лютого 1944 року на верфі ВМФ у Майдзуру. Спущений на воду 10 жовтня, став до ладу 26 грудня того ж року.

## Історія служби

### У складі ВМС Японії
За весь час після завершення та до капітуляції «Ханадзукі» не полишав вод Японського архіпелагу. 6 квітня 1945-го корабель разом із двома ескортними есмінцями супроводив з Токійської затоки до району протоки Бунго лінкор «Ямато», який вирушав у самогубчий рейд до Окінави.

### У складі ВМС США
У жовтні 1945-го «Ханадзукі» виключили зі списків ВМФ, а в червні 1947-го передали США. Тут він навіть отримав стандартне для американських есмінців позначення DD-934, втім, уже 3 лютого 1948-го колишній «Ханадзукі» потопили як ціль біля островів Гото (неподалік від західного узбережжя Кюсю).